# Bela fuscata
Bela fuscata é uma espécie de gastrópode da família Mangeliidae.